# Badminton bei den Island Games 2023
Badminton wurde bei den Island Games 2023 auf Guernsey vom 9. Juli bis zum 14. Juli 2023 gespielt.

## Medaillengewinner
| Disziplin    | Gold | Silber | Bronze |
| ------------ | --- | --- | --- |
| Herreneinzel | Jens Frederik Nielsen | Jordan Trebert | Magnus Dal-Christiansen |
| Herreneinzel | Jens Frederik Nielsen | Jordan Trebert | Jónas Djurhuus |
| Dameneinzel  | Sara Jacobsen | Jessica Li | Emily Trebert |
| Dameneinzel  | Sara Jacobsen | Jessica Li | Miriam í Grótinum |
| Herrendoppel | Magnus Dal-Christiansen Fai Yin Wong | Albert Navarro Comes Eric Navarro Comes | Stuart Hardy Jordan Trebert |
| Herrendoppel | Magnus Dal-Christiansen Fai Yin Wong | Albert Navarro Comes Eric Navarro Comes | Matthew Bignell Alexander Hutchings |
| Damendoppel  | Kimberley Clague Jessica Li | Bjarnhild í Buð Justinussen Sanna Thorkildshøj | Miriam í Grótinum Mia Thorkildshøj |
| Damendoppel  | Kimberley Clague Jessica Li | Bjarnhild í Buð Justinussen Sanna Thorkildshøj | Elena Johnson Chloe Le Tissier |
| Mixed        | Fai Yin Wong Mia Thorkildshøj | Magnus Dal-Christiansen Miriam í Grótinum | Matthew Nicholson Jessica Li |
| Mixed        | Fai Yin Wong Mia Thorkildshøj | Magnus Dal-Christiansen Miriam í Grótinum | Stuart Hardy Chloe Le Tissier |
| Teams        | Färöer Árant Á Mýrini Magnus Dal-Christiansen Jónas Djurhuus Miriam í Grótinum Ranja Joensen Bjarnhild í Buð Justinussen Asbjørn Heide Olsen Mia Thorkildshøj Sanna Thorkildshøj Fai Yin Wong | Grönland Julian Arleth Sebastian Bendtsen Maluk Christoffersen Nick Jacobsen Sara Jacobsen Cecilia Josefsen Jens Frederik Nielsen Thrune Amassen Rafaelsen Tina Amassen Rafaelsen Emilie Sørensen | Guernsey Carys Batiste Grace Edwards Stuart Hardy Elena Johnson Chloe Le Tissier Daniel Penney Alex Tapp David Trebert Emily Trebert Jordan Trebert |